# Pastoral de la Diversidad Sexual (Iglesia católica)
La Pastoral de la Diversidad Sexual (abreviado y estilizado con su acrónimo PADIS+) es una organización sin fines de lucro fundada en 2010 por laicos católicos en Santiago de Chile bajo el alero de la Comunidad de Vida Cristiana (CVX), que busca la tolerancia e inclusión hacia las lesbianas, gais, bisexuales y transexuales (coletivo LGBT) al interior de la Iglesia católica. Al mismo tiempo, se encuentran estrechamente vinculados con la Compañía de Jesús y las enseñanzas de Ignacio de Loyola. Su sede se encuentra en la comuna de Providencia, en la capital chilena y desde 2015 está adherida a la Red Global de Católicos Arcoíris (GNRC). La PADIS se ha replicado como iniciativa en Colombia y España, siendo administradas de manera independiente entre sí y siempre con el apoyo o patrocinio de alguna de las instituciones de la denominada familia ignaciana.

## Organización
La Pastoral de la Diversidad Sexual fue fundada el 28 de noviembre de 2010. En un comienzo, la agrupación partió con un grupo de jóvenes católicos varones homosexuales y bisexuales chilenos, no obstante, con el paso del tiempo y tras la incorporación de más miembros de sexo femenino y de heteroaliados, principalmente padres y familiares de personas LGBT, el trabajo pastoral se dividió en dos segmentos: el grupo de hombres y mujeres en la diversidad junto al grupo de padres con hijos LGBT. Ambos grupos realizan actividades en paralelo, con sus propias temáticas y líneas de acción, como también se reúnen varias veces durante el año para hacer actividades de la PADIS+ en su conjunto, como las jornadas de reflexión que realizan cada quince días, donde tratan diferentes asuntos de interés de la diversidad sexual relacionado con su propia espiritualidad. Entre las problemáticas que ambos grupos tratan en su accionar, se encuentran la erradicación de actitudes homofóbicas entre los católicos, el combate a la depresión y la prevención del suicidio entre jóvenes LGBT cristianos, evitar el alcoholismo y la drogodependencia de la comunidad homosexual, informar bajo un punto de vista profesional sobre la homoafectividad y algunas de sus implicancias en el plano teológico, espiritual y psicológico, como la responsabilidad afectiva entre personas del mismo sexo, la aceptación y el buen trato de los padres con hijos homosexual a fin de evitar la violencia doméstica, etc.
Sumado al trabajo de los laicos, se encuentra la guía espiritual y orientación por parte de un grupo de sacerdotes, como representantes del clero que comulgan con las ideas del amor al prójimo y que reconocen a la diversidad sexual como parte de una realidad que forma parte de los fieles católicos.

## PADIS Canarias
En 2017, un grupo de homosexuales españoles replicó la iniciativa chilena en el Centro Loyola de Canarias, en Las Palmas de Gran Canaria, bajo el alero de la Comunidad de Vida Cristiana en España. Ellos organizan charlas y conferencias sobre diferentes asuntos referidos a la diversidad sexual, con el apoyo de un equipo multidisciplinario de expertos en distintas materias, además de realizar actividades de acompañamiento espiritual a jóvenes homosexuales que sean miembros o se sientan cercanos a la Iglesia católica en España.